# Graveyard (groupe)
Pour les articles homonymes, voir Graveyard.
Graveyard est un groupe suédois de hard rock, originaire de Göteborg.

## Biographie
Joakim Nilsson et Rikard Edlund (tous les deux auparavant membres de Norrsken), forment avec Axel Sjöberg et Mörck Truls le groupe Graveyard en 2006.
Après la dissolution de Norrsken en 2000, le guitariste Magnus Pelander continue et forme le groupe de Doomy Folk Metal Witchcraft tandis que Nilsson et Edlund ont rejoint le groupe Albatross, un groupe de blues rock dont la formation incluait déjà Axel Sjöberg à la batterie. Initialement, Albatross n'était qu'un passe-temps, mais après cinq ans les membres ont commencé à prendre leur musique plus sérieusement et étaient devenus insatisfaits de la direction que leur son avait prise. Après la séparation du groupe, Nilsson et Edlund décident qu'à l'avenir ils vont retourner vers leurs racines de musiciens et d'auteurs compositeurs. Nilsson explique, « je suis un chanteur, mais dans Albatross je jouais seulement de la guitare. Rikard jouait de la guitare alors qu'il est bassiste et nous voulions aussi un son rock plus direct. »
Ils se forment alors avec Axel Sjöberg Graveyard en 2006, et enregistrent rapidement deux chansons. Ils pensent déjà à sortir un album sous l'étiquette du label suédois Transubstans Records. Le groupe partage alors des chansons sur leur Myspace qui arrive aux oreilles de Tony Presedo, le fondateur du label Tee Pee Records. 
Leur album éponyme a été enregistré par Don Ahlsterberg et sort au début de l'année 2008. Après les sessions d'enregistrement, Truls Mörck est remplacé par le guitariste Jonatan Ramm. L'album reçu généralement de bonnes critiques. Graveyard se produit au South by Southwest Music Festival en 2008. En cette fin d'année 2008 le groupe se produit avec Witchcraft puis Clutch. En 2009, ils tournent avec le groupe CKY. Le groupe enregistre son deuxième album studio au printemps 2011.
En 2013, Graveyard se produit en Europe avec Soundgarden. En octobre 2014, le groupe annonce le départ de Rikard Edlund bassiste et cofondateur du groupe pour « poursuivre d'autres aventures musicales. » En septembre 2015 sort leur quatrième album studio, Innocence and Decadence, sous le label Nuclear Blast. Sur leur page officiel Facebook Joakim Nilsson annonce que le groupe prépare une tournée mondiale : « Nous sommes excités de visiter des endroits que nous n'avions jamais vus avant. J'ai toujours voulu jouer au Japon, au Brésil et plus encore en Europe de l'Est, particulièrement en Ukraine où mon cousin habite. Andy on arrive! » Selon une interview du magazine Terrorizer son cousin est un musicien underground ukrainien du nom d'Andrii Tatarenko.
Le 23 septembre 2016, le groupe annonce sa séparation. En janvier 2017 Graveyard annonce sa reformation à laquelle ne participera pas le batteur Axel Sjöberg.
Fin 2019, ils participent à une tournée européenne incluant quatre dates en France, à Strasbourg, Paris, Lyon et Bordeaux, en première partie de Clutch aux côtés de Kamchatka.

## Discographie

### EP et singles
- 2009 : Graveyard/Ancestors (Volcom Entertainment)
- 2011 : Hisingen Blues (Nuclear Blast Records)
- 2012 : Goliath
- 2018 : The Fox
- 2018 : Please Don't

## Membres

### Membres actuels
- Joakim Nilsson – guitare, chant
- Jonatan Larocca-Ramm – guitare, chant
- Truls Mörck – basse, chant

### Anciens membres
- Rikard Edlund - basse
- Axel Sjöberg – batterie